# 青木一男
青木 一男（あおき かずお、1889年〈明治22年〉11月28日 - 1982年〈昭和57年〉6月25日）は、日本の大蔵官僚・政治家。位階は従二位、勲等は勲一等。
貴族院議員（勅選）、参議院議員（4期）、大蔵大臣、大東亜大臣などを歴任。

## 来歴・人物

### 出生から
長野県更級郡牧郷村（現・長野市）で農家・青木善蔵の長男として生まれる。高等小学校卒業後は農業に従事して母と祖母の手助けをするつもりでいたが、出奔していた父親から「学資を送るので進学せよ」との手紙が届き、長野中学校（現・長野県長野高等学校）に進学する。のち第一高等学校を経て、1916年（大正5年）に東京帝国大学法学部を卒業し、大蔵省に入省する。

### 大蔵省にて
入省後、預金部運用課長、蔵相秘書官兼秘書課長、理財局国庫課長に就任。高橋是清蔵相時代にあたる国庫課長時に、迫水久常を甲府税務署長から呼び寄せ外国為替管理法案を策定。1933年（昭和8年）春に法案は国会を通過し、同年5月1日に施行された。同年月日に青木も初代外国為替管理部長に就いた。当時総合的な外為の国家管理を実施していた国はなく、外為法は米穀統制法（1933年公布、食糧管理法制定により廃止）と共に、石油業法（1934年公布）などの各業法や、のちの国家総動員法など、日本における真の意味での経済統制法の嚆矢とみなされている。1934年（昭和9年）、理財局長となる。
賀屋興宣・石渡荘太郎とともに「大蔵省の三羽烏」と謳われたが、廣田内閣の馬場鍈一蔵相、長沼弘毅蔵相秘書官による刷新人事により対満事務局次長に転出を余儀なくされる。1937年（昭和12年）近衛文麿首相の要請により企画院の創設に携わり、次長に就任、1939年（昭和14年）には総裁となる。同年8月28日、貴族院勅選議員に勅任される。この間、1938年（昭和13年）には企画院が設立を進めていた東亜研究所の理事に就任している。
同年8月、企画院総裁を兼ねたまま阿部内閣に大蔵大臣として初入閣。その後汪兆銘政権への特派大使顧問として南京に赴任し、経済政策を指導する。1942年（昭和17年）には東条内閣で初代大東亜大臣を拝命し、大東亜会議などの施策に携わる。部下に今井武夫らがいた。

### 戦後
1945年（昭和20年）12月2日、連合国軍最高司令官総司令部は対満事務局次長、企画院総裁、南京政府財政顧問、大政翼賛会副総裁の経歴を持つ青木を逮捕するよう日本政府に命令を出した（第三次逮捕者59名中の1人）。
同年、A級戦犯容疑者として巣鴨拘置所に収監されるが、1948年（昭和23年）釈放される。その後は弁護士を務める。追放解除後の1953年（昭和28年）、第3回参議院選挙の全国区に吉田自由党から立候補して当選、当選は計4回を数えた。
保守合同後は自由民主党に移り、石井派に属した。参院予算、大蔵、内閣各委員長や、自由民主党参院議員会長を歴任。1956年（昭和31年）に、旧内務官僚出身の山崎巌や町村金五などと連携して、国際共産主義と呼応する国内の革命勢力の集団的暴力活動に対処する方策や、日教組の偏向教育、勤務評定対策を攻究することを目的に、自由民主党政務調査会に治安対策特別委員会（治対委）を設立し、初代委員長に就任した。青木によると「（自民）党内には内務大臣や警保局長などをやった経験者がいるではないかというと、私のような門外の出身で信念の強い人が適任だ」として押し付けられたという。青木は治安対策特別委員会委員長として警察庁の要求する機動隊の整備充実や、公安調査庁の増員の予算獲得に尽力した。
1960年（昭和35年）には千葉三郎・木村篤太郎らと右派グループ「素心会」を結成、親台湾派の立場から日中国交回復に激しく反発した。また高速道路網の構築に情熱を傾け、特に中央自動車道の建設実現に貢献した。1963年（昭和38年）には「中央自動車道建設推進委員会」の委員長として、それまでは中央道富士吉田線を延長し飯田に抜ける南アルプス経由で決まっていたルートを、甲府・岡谷を経由し、そこから長野自動車道が分岐する現在の迂回ルートに変更する際に主導的役割を果たした。
1965年の第7回参議院議員通常選挙では、大掛かりな違法文書の配布が摘発。日本税理士会連合会会長らが逮捕されている。
追放解除後は信越放送の顧問を務めていたが、1968年（昭和43年）に長野県第二の民間放送会社長野放送が設立されると初代の会長に就任、1980年（昭和55年）の引退まで務めている。翌1981年（昭和56年）秋に回顧録『わが九十年の生涯を顧みて』（講談社）を刊行している。
1977年に政界から引退する。1972年より引退までは最年長国会議員であった。1982年6月25日、死去した。92歳没。同月29日、特旨を以て位一級を追陞され、死没日付をもって正三位から従二位に叙され、銀杯一組を賜った。

## 選挙歴
| 当落              | 選挙        | 投票日                    | 選挙区 | 政党       | 得票数   | 当選順位 /当選者数（候補者数） |
| ----------------- | ----------- | ------------------------- | ------ | ---------- | -------- | ------------------------------ |
| 当選              | 第3回参院選 | 1953年（昭和28年）4月24日 | 全国区 | 吉田自由党 | 28万9689 | 19/50 （258）                  |
| 当選              | 第5回参院選 | 1959年（昭和34年）6月2日  | 全国区 | 自由民主党 | 38万6094 | 29/50 （123）                  |
| 当選              | 第7回参院選 | 1965年（昭和40年）7月4日  | 全国区 | 自由民主党 | 57万3446 | 23/50 （099）                  |
| 当選              | 第9回参院選 | 1971年（昭和46年）6月27日 | 全国区 | 自由民主党 | 44万5789 | 49/50 （106）                  |
| 当選回数：参院4回 |             |                           |        |            |          |                                |

## 栄典
- 1920年（大正9年）9月7日 - 勲六等単光旭日章[12]
- 1944年（昭和19年）6月13日 - 勲一等瑞宝章
- 1971年（昭和46年）4月29日 - 勲一等旭日大綬章[13]
- 1980年 - 日本棋院から大倉賞を受賞
- 1982年（昭和57年）6月25日 - 従二位、銀杯一組

外国勲章佩用允許
- 1943年（昭和18年）8月6日 - フランス国：グランクロアドフゴンドランナン勲章[14]
- 1943年（昭和18年）8月6日 - タイ王国：白象第一等勲章[14]

## 著書
- 『歌集 ひまらや杉』私家版、1952年。NDLJP:2530218。獄中歌集。
- 『聖山随想』日本経済新聞社、1959年1月25日。NDLJP:2933759。
- 『公正取引委員会違憲論その他の法律論集 青木一男米寿記念出版』第一法規出版、1976年11月25日。NDLJP:11945001。
- 『わが九十年の生涯を顧みて』 講談社、1981年11月。

## 親族
- 女婿 加藤一郎（東大総長）
  - 孫 小宮山洋子（旧姓：加藤、元衆議院議員、元厚生労働大臣）
- 弟 青木重臣（愛媛県知事）[2]

## 補注
1. ↑  『官報』第5698号、昭和21年1月14日。
2. 1 2  『人事興信録』第14版 上、ア41頁。
3. ↑  この外国為替管理法は典型的な委任立法の先駆けであり、実行行為者のほか業務主体たる法人や本人にも罰金刑を科す両罰規定は、刑事立法の新例を開いたものである。『青木一男 その信念と行動』（青木一男後援会、1970年6月30日） P21～P22、『昭和大蔵外史 上巻』（昭和大蔵省外史刊行会、財経詳報社 発行、1967年） P446 などを参照。
4. ↑  この外為法は、当時いずれの国もドル不足に悩んでいたことから、日本でも1931年（昭和6年）の金解禁停止に対応して外貨管理上必要な措置だったが、これによって輸入は政府の外貨割り当てをうけねばならなかった。ただし役人は優先分野を特定した「必要な輸入」を機械的に考えるため、のちの素材生産や兵器生産の深刻な立ち遅れにつながったと指摘されている（重要産業統制法も参照）。別宮暖朗『帝国陸軍の栄光と転落』（文春新書、2010年4月） P219 ～ P220
5. ↑  『官報』第3795号、昭和14年8月29日。
6. ↑  東亜の人文・自然を研究、会長は近衛首相『東京朝日新聞』1938年（昭和13年）9月2日夕刊
7. ↑  梨本宮・平沼・平田ら五十九人に逮捕命令（昭和20年12月4日 毎日新聞（東京））『昭和ニュース辞典 第8巻 昭和17年-昭和20年』p341
8. ↑  『コンサイス日本人名辞典 第5版』上田正昭、津田秀夫、永原慶二、藤井松一、藤原彰編集委員、三省堂出版、2009年　4頁。
9. ↑  青木一男『わが九十年の生涯を顧みて』、p.308
10. ↑  「税理士会長を逮捕 全国区青木派違反」『日本経済新聞』昭和40年7月14日15面
11. ↑  『官報』第16628号10頁 昭和57年7月5日号
12. ↑  『官報』第2431号「授爵・叙任及辞令」1920年9月8日
13. ↑  『官報』号外第49号7頁 昭和46年4月30日
14. 1 2  「沢本頼外五名」 アジア歴史資料センター Ref.A10113476300